# Isimud

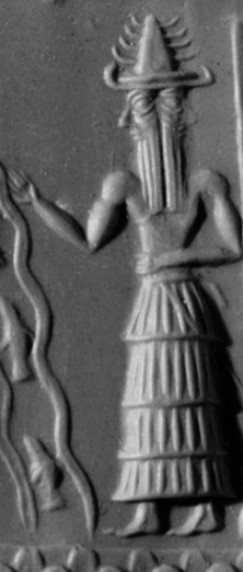
Isimud rappresentato a due facce nel cilindro accadico di Adda, British Museum.

Isimud, o anche Isinu o Usmû, era il messaggero del dio Enki nella mitologia sumera.
È appellato anche come "Buon Nome del Cielo".

## Mitologia
Quando Inanna sottraè i me a Enki, sbronzo, subito ordinò a Isimud di andarli a recuperare insieme a dei mostri marini nelle 7 tappe del viaggio che Inanna avrebbe compiuto da Eridu a Uruk, sua città.
Alla fine Ninshubur, sua messaggera, li restituisce al padre.